# Vitruvio Vacco
Marco Vitruvio Vacco (Fondi, ... – IV secolo a.C.) fu un aristocratico nativo di Fondi vissuto nel IV secolo a.C.

## Biografia
Questi sono per sommi capi i punti salienti della storia, come viene narrata dallo storico Tito Livio (VIII, 19-20): nell'anno del secondo consolato di Lucio Papirio Crasso e del primo di Lucio Plauzio Venno (330 a.C.), i Privernati ed i loro alleati Fondani iniziano una guerra con Roma, guidati dal fondano Vitruvio Vacco, personaggio famoso non solo in patria ma anche a Roma stessa («non domi solum, sed etiam Romae clarus» dice Livio), dove aveva una dimora sul Palatino nella località chiamata poi, dopo la sua distruzione, “i prati di Vacco”. Vitruvio prende a devastare i campi delle città vicine (Setia, Norba, Cora), fin quando il console Papirio non riesce a sconfiggerlo in battaglia, costringendolo a riparare a Priverno. Nel frattempo l'altro console, Plauzio, punta verso l'agro fondano, ma qui riceve l'ambasciata del senato locale che lo convince dell'estraneità della città alla guerra, addossandone la responsabilità al solo Vitruvio. 
A questo punto Livio riporta una duplice tradizione: Vitruvio sarebbe stato catturato durante l'ultimo assalto a Priverno, oppure consegnato dai Privernati. Fatto sta che le mura di Priverno vengono erette, e che vi viene installato un legionario romano. Quanto a Vitruvio, si decide che venga messo a morte, che la casa venga distrutta e che i suoi beni vengano consacrati a un'antica divinità italica protettrice dei giuramenti, Semo Sancus: col ricavato si realizzano dei dischi di bronzo che vengono collocati nel sacellum di questa divinità.
La vicenda di Vitruvio Vacco lascia aperti numerosi interrogativi. Secondo le più recenti interpretazioni, egli sarebbe stato l'esponente di una minoranza della nobiltà fondana, esclusa dal potere, che avrebbe tentato di ribaltare la situazione a proprio favore utilizzando un esercito personale composto da elementi di condizione semiservile. In quel momento storico, le popolazioni del Lazio e della Campania si trovano a metà strada fra due grandi potenze in piena espansione, ovvero da un lato i Romani e dall'altro i Sanniti: queste due potenze rappresentavano anche due diversi modelli di sviluppo, agricolo-commerciale il primo, pastorale il secondo. È dunque possibile che all'interno della classe dirigente fondana, come in altri centri italici, vi fossero fazioni pro-romane e pro-sannitiche in lotta. Lo scontro si risolse nel corso di una serie di durissimi scontri (le cosiddette guerre sannitiche), che offrirono tra l'altro ai due contendenti l'occasione per annettere con la forza e distruggere le popolazioni minori, come i Volsci, gli Aurunci, i Sidicini ecc.